# Трипура
Трипур је савезна држава Индије са површином од 10.452 km² и 3.191.168 становника (стање: 1. јан. 2001). Главни град је Агартала.

## Историја
Трипура је била краљевина пре уједињења са Индијом. Краљеви Трипура су владали 3 хиљаде година пре уједињења са Индијом. Главни град краљевства је био Удајпур, који се тада звао Рангамати. Главни град се померио у стару Агарталу у 18. веку, а у садашњу агарталу у 19. веку. Трипура је била под доминацијом Могула, а касније Британаца. Појавио се антимонархистички покрет, који је успео да уједини Трипуру са Индијом. Већину становништва чине хинду Бенгалци, а већина њих представља избеглице из Источног Пакистана (Бангладеша) након независности из 1947. Трипура је 1947. постала део Индије.

## Географија
Трипура се налази у североисточном делу Индије. Окружен је са севера, запада и југа Бангладешом. Са остатком Индије је повезана преко Асама и Мизорама. Има површину од 10.452 km². Трипура је доста брдововита, иако већина становништва живи у низијама.

## Економија
Пољопривреда је главна делатност у Трипури и са придруженим делатностима запошљава 64% радне снаге. Чај и сирова гума представљају значајне пољопривредне производе. Занатство, посебно оно базирано на бамбусу представља такође значајан део економије. Постоји доста квалитетног дрвета у шумама Трипуре. Најзначајнији минерални ресурси су нафта и гас. Индустријски сектор је још увек веома слабо развијен.

## Галерија
- Палата у Агартали